# Stora och Lilla Fly
Stora och Lilla Fly är ett naturreservat i Vetlanda kommun. Stora fly ligger ungefär 10 meter högre än Lilla Fly. Båda platserna är mossar. Lilla Fly är torrare än Stora Fly och tätare bevuxen med tall. Reservatet har ett rikt fågelliv. Längst i öster finns en grupp gölar, medan den västra delen är mer fast. Vissa träd i reservatet är över 300 år gamla.

## Arter[3]

### Djur
- Ljungpipare
- Trana
- Orre
- Tjäder
- Älg
- Rådjur

### Växter
- Tuvsäv
- Rosling
- Tuvull
- Vitag
- Dvärgbjörk
- Vitmossa
- Renlavar
- Sileshår